# Gordian Banzer
Gordian Banzer (né le 11 juin 1996,) est un coureur cycliste originaire du Liechtenstein, roulant sous licence suisse depuis 2016.

## Biographie
En 2013, Gordian Banzer devient champion du Liechtenstein sur route. Il représente également ce pays lors du championnat du monde juniors de Ponferrada, où il se classe 91e.
À partir de 2016, il roule sous licence suisse. Il prend notamment la onzième place du Tour de Hainan en 2017, sous les couleurs d'une sélection nationale.
En 2018, il intègre la formation continentale Akros-Renfer SA. Bon grimpeur, il termine huitième du Tour international de Rhodes, neuvième du Tour Alsace et du Tour de Lombardie amateurs, ou onzième du Grand Prix de Francfort espoirs. Il finit également treizième du championnat d'Europe espoirs et du Grand Prix Priessnitz spa avec l'équipe nationale suisse. Au mois d'août, il participe au Tour de l'Avenir. Équipier de Gino Mäder, il se classe dix-neuvième du classement général.
Pour la saison 2019, il signe avec la formation autrichienne Vorarlberg-Santic,. En juin, il termine quinzième du Tour de Savoie Mont-Blanc et du championnat de Suisse. Il n'est cependant pas conservé par ses dirigeants en fin d'année.

## Palmarès
- 2013
  -  Champion du Liechtenstein sur route
  - 3e de Coire-Arosa juniors

### Classements mondiaux
| Année                                 | 2018  | 2019  |
| ------------------------------------- | ----- | ----- |
| Classement mondial                    | 1256e | 2259e |
| UCI Europe Tour                       | 1241e | 1451e |
| UCI Asia Tour                         | 257e  |       |
|                                       |       |       |
| Légende : nc = non classéSource : UCI |       |       |